# 蒙塔龙 (涅夫勒省)
蒙塔龙（法語：Montaron，法語發音：[mɔ̃taʁɔ̃]）是法国涅夫勒省的一个市镇，属于希农堡（城）区。

## 地理
蒙塔龙（46°53'6"N, 3°44'58"E）面积33.4 平方千米，位于法国勃艮第-弗朗什-孔泰大區涅夫勒省，该省份为法国中部省份，北至约讷省，西北接卢瓦雷省，西接谢尔省，南至阿列省，东南接索恩-卢瓦尔省，东临科多尔省。
与蒙塔龙接壤的市镇（或旧市镇、城区）包括：旺德内斯、伊斯奈、雷米伊、泰村。

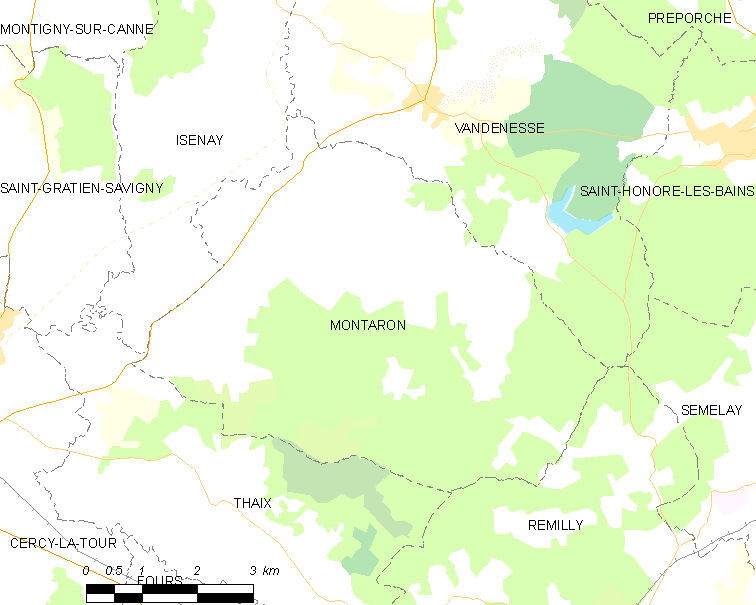
的OSM定位图

蒙塔龙的时区为UTC+01:00、UTC+02:00（夏令时）。

## 行政
蒙塔龙的邮政编码为58250，INSEE市镇编码为58173。

## 政治
蒙塔龙所属的省级选区为吕济县。

## 人口

1962-2008年间人口变化图示

蒙塔龙于2022年1月1日时的人口数量为159人。